# Olenka Zimmermann
Olga Marisol Zimmermann Fernández (Lima, 6 de noviembre de 1969), conocida como Olenka Zimmermann, es una diseñadora de modas, modelo, actriz de contenido adulto, DJ y presentadora de televisión peruana.

## Biografía
Nació en 1969, hija de Marisol Fernández. Mide 1.68 m. Es sobrina del actor Ricardo Fernández.
Estudió en el colegio Abraham Lincoln de la ciudad de Lima.
En 1987, inició su carrera como modelo, participando en diferentes desfiles y posando para revistas.
En 1990, se fue a España a estudiar Diseño de modas, carrera que terminó en 1994.
En 1996, protagonizó Lluvia de arena junto a Salvador del Solar.
En 1999, se inició como empresaria de diseño textil, lanzando más adelante su línea de bikinis.
En 2004, fue reportera de La ventana indiscreta de Latina Televisión, al siguiente año fue contratada como conductora de Dos dedos de frente.
En 2005 tuvo una breve reaparición como actriz en la obra Canta y gana de la serie de televisión Teatro desde el teatro.
Desde 2010 hasta julio de 2019, fue la conductora del programa Al sexto día de Panamericana Televisión.
Tras su salida, produjo su canal de internet UsuraTV, en la que documentaba pasajes del rock peruano.
Entre diciembre de 2019 y septiembre de 2022 estuvo en Willax Televisión: condujo el programa Conexión dominical, y posteriormente renombrado como Crónicas de impacto, transmitido los sábados. Se retiró para dedicarse por completo a su perfil en OnlyFans, con breves apariciones públicas como la Feria Cultural del Vinilo de Trujillo.

## Vida personal
En 2002, nació su hija Tatiana Romero Zimmermann.
Se considera de derecha y apoyó a comunicadores como Capitán Perú y Phillip Butters. En una entrevista otorgada en 2024 al podcast Simples mortales de PBO Radio, Zimmermann se mostró en contra de la participación de la izquierda política. Como parte de esta postura, criticó la posición contraria al fujimorismo manifestada por Tatiana Astengo. En otra entrevista de 2025 para la revista Cosas, anunció su candidatura al congreso por el partido Avanza País.

## Créditos

### Telenovelas
- Lluvia de arena (1996)
- Así es la vida (2005)

### Presentadora
- Zona de impacto (1990-1994)
- Dos dedos de frente (2005-2006)
- Al sexto día (2010-2019)[18]

### Reportera
- La ventana indiscreta (2004-2008)
- Panorama (2009)

### Teatro
- Griegos a la carta (1999)
- La mujer del idiota (2010)[19]